# Slayed?
Slayed? — третий студийный альбом рок-группы Slade, выпущен в 1972 году, занял первое место в британском хит-параде, продержавшись в нём 34 недели. Также диск содержит 15 песен и суперхиты «Gudbuy T’Jane» и «Mama Weer All Crazee Now».
Альбом включен в книгу «1001 Albums You Must Hear Before You Die».

## История
1971
После достижения успеха со своим прорывным хитом «Get Down и Get With It» в 1971 году, Slade продолжила успешный выпуск синглов, таких как «Coz I Luv You», «Look Wot You Dun» и «Take Me Bak 'Ome».
1972
Альбом принёсший первый успех выпущенный в 1972 году назывался Slade Alive!, в чарте альбомов того года, достигнув второго места. После достижения успеха в Великобритании, с синглом "Take Me Bak 'Ome", группа вскоре завершила запись своего следующего студийного альбома Slayed?.
В августе 1972 года был выпущен сингл «Mama Weer All Crazee Now», который также стал хитом британского чарта. В ноябре того же года альбом Slayed? достиг первого места в топе. Второй сингл, «Gudbuy T’Jane», также был выпущен в Ноябре и достиг второго места в топах Великобритании.
В Октябре «The Whole World’s Goin' Crazee» была выпущена 7 дюймовая виниловая пластинка. На обратной стороне пластинки была «Bonnie Charlie» Майка Хагга.
1973
В августе 1973 года «Let The Good Times Roll» был выпущен как сингл в Америке, где достиг No. 114. Сингл «Move Over» был выпущен в Японии в ноябре того же года.

## Список композиций
| No. | Название                         | Автор(ы)              | Длительность |
| --- | -------------------------------- | --------------------- | ------------ |
| 1.  | «How d’You Ride»                 | Noddy Holder, Jim Lea | 3:11         |
| 2.  | «The Whole World’s Goin' Crazee» | Holder                | 3:35         |
| 3.  | «Look at Last Nite»              | Holder, Lea           | 3:05         |
| 4.  | «I Won’t Let It 'Appen Agen»     | Lea                   | 3:16         |
| 5.  | «Move Over»                      | Janis Joplin          | 3:45         |

| No. | Название                                 | Автор(ы)    | Длительность |
| --- | ---------------------------------------- | ----------- | ------------ |
| 6.  | «Gudbuy T’Jane»                          | Holder, Lea | 3:32         |
| 7.  | «Gudbuy Gudbuy»                          | Holder, Lea | 3:28         |
| 8.  | «Mama Weer All Crazee Now»               | Holder, Lea | 3:44         |
| 9.  | «I Don' Mind»                            | Holder, Lea | 3:05         |
| 10. | «Let the Good Times Roll / Feel So Fine» | Leonard Lee | 3:46         |

| No. | Название                                   | Автор(ы)    | Длительность |
| --- | ------------------------------------------ | ----------- | ------------ |
| 11. | «Take Me Bak 'Ome» (non-album single)      | Holder, Lea | 3:16         |
| 12. | «Cum On Feel The Noize» (non-album single) | Holder, Lea | 4:25         |
| 13. | «Skweeze Me, Pleeze Me» (non-album single) | Holder, Lea | 4:30         |

| No. | Название                                                                | Автор(ы)    | Длительность |
| --- | ----------------------------------------------------------------------- | ----------- | ------------ |
| 11. | «My Life is Natural» (B-side of «Coz I Luv You»)                        | Holder      | 3:17         |
| 12. | «Candidate» (B-side of «Look Wot You Dun»)                              | Lea, Powell | 2:52         |
| 13. | «Wonderin' Y» (B-side of «Take Me Bak 'Ome»)                            | Lea, Powell | 2:49         |
| 14. | «Man Who Speeks Evil» (B-side of «Mama Weer All Crazee Now»)            | Lea, Powell | 3:17         |
| 15. | «Slade Talk to 'Melanie' Readers» (Issued on a single-sided flexi-disc) |             | 6:46         |

## Участники записи
Slade
- Нодди Холдер — вокал, ритм-гитара
- Дэйв Хилл — гитара
- Джим Ли — бас-гитара, фортепиано
- Дон Пауэлл — барабаны

Дополнительные участники
- Чес Ченделер — продюсер
- Геред Манковиц[англ.] — фотограф обложки
- Крис Чарльзуорт[англ.] — анотации и примечания